# Caso Turquesa
El caso Turquesa  fue un escándalo político español ocurrido en septiembre de 1934, en Asturias, antesala de la consiguiente Revolución de Octubre de 1934. El 11 de septiembre de 1934 la policía localizó un arsenal de armas y munición en la costa asturiana. Al parecer, de un buque mercante fondeado a unas millas de la costa asturiana, entre San Esteban de Pravia y Muros de Nalón, se introdujeron en la costa «miles de municiones y gran cantidad de armas» desde tres pequeñas embarcaciones. Las fuerzas de orden público descubrieron una camioneta averiada en la que se habían cargado parte de las armas, concretamente 12 fusiles y «116.000 cartuchos de mausser». En un primer momento, la policía detuvo a los 24 ocupantes de varias furgonetas para interrogarlos. Además detectó la presencia en los alrededores de varios dirigentes socialistas, como Ramón González Peña (cuyo hermano fue detenido) y Amador Fernández, alias "Amadorín", tesorero de la mina San Vicente. Ambos eran dirigentes del PSOE que no fueron detenidos por su condición de diputados. Tampoco fue detenido Indalecio Prieto, aunque estuvo cerca del incidente, como él mismo reconoció. Tras el alijo hallado en el mercante Turquesa, tres importantes depósitos de armas —los almacenados en la Casa del Pueblo de Madrid, en la Ciudad Universitaria y en Cuatro Caminos, también en la capital— fueron descubiertos por la policía a mediados de septiembre de 1934.
El buque, rebautizado Turquesa tras haber sido comprado al armador José León de Carranza, transportaba un importante lote de armas que había sido adquirido al Consorcio de Industrias Militares por el empresario Horacio Echevarrieta, amigo de Prieto, alegando que iban a ser exportadas a Abisinia. Hacia las nueve de la noche del 10 de septiembre llegó el mercante frente a las costas de San Esteban de Pravia y se consiguieron descargar unas ochenta cajas de armas y municiones que fueron llevadas a tres camionetas propiedad de la Diputación Provincial de Asturias, cuya presidencia detentaba un socialista. Dos de ellas consiguieron llevarse la mercancía, pero la tercera no arrancó y fue sorprendida por los Carabineros.
Cuesta trabajo separar del caso Turquesa la coincidente creación de las Alianzas Obreras, órganos unitarios de la izquierda encabezados por el PSOE. En estas Alianzas se integraron pequeñas organizaciones proletarias, como Izquierda Comunista o el Bloque Obrero y Campesino, que eran las primeras que habían propuesto la idea de formar «alianzas antifascistas», pero no la CNT, y solo muy al final el reducido Partido Comunista de España, que hasta entonces las había combatido con dureza. Fue el único paso que dio Largo Caballero en busca de apoyos —en febrero de 1934 se entrevistó en Barcelona con Joaquín Maurín—, pero nunca contempló las Alianzas Obreras «como plataformas vertebradoras del movimiento revolucionario, sino simplemente como instancias de relación entre las organizaciones que pudieran facilitar el apoyo a la iniciativa socialista». Por otro lado, Largo Caballero nunca buscó el apoyo de los republicanos de izquierda. El caballerista Amaro del Rosal llegó a afirmar que «los republicanos producían ya aversión».

## Detenidos
Ese mismo día 11 de septiembre fue detenido Valentín Álvarez Muñiz, vicepresidente de la Diputación Provincial de Oviedo, que fue puesto en libertad horas más tarde (la institución provincial estaba presidida por el diputado socialista Ramón González Peña). Al parecer, el gobernador civil de Asturias decidió, en represalia, destituir a todos los alcaldes socialistas de Asturias. Ese mismo día se convocó una huelga general en San Martín del Rey Aurelio y también hubo huelga en El Musel y en los depósitos de Aboño; además, se incautaron varias bombas en Sama. El gobernador civil rectificó y no destituyó a los alcaldes socialistas, sino que designó delegados gubernamentales en los ayuntamientos de la provincia en que gobernaba ese partido. El día de los hechos, Indalecio Prieto pasó unas horas en San Juan de Nieva y posteriormente en Avilés, como confesó el dirigente socialista más tarde.
A las pesquisas policiales para investigar el alijo del Turquesa se sumó la instrucción judicial abierta por el juez especial Sr. Alarcón, juez del Tribunal Supremo, para aclarar el tráfico de armas. El 15 de septiembre se supo que habían sido localizadas dos motoras en Gijón «que participaron en el contrabando», detenidos sus dueños y algunos de los tripulantes de las embarcaciones. Asimismo, las fuerzas de orden público buscaban «seis toneladas de las 10 de carga que llevaba el 'Turquesa'». El diario ABC publicó que había sido detenido en relación con los hechos un importante hombre de negocios, Horacio Echevarrieta. Se argumentaba que el contrabando de armas, en el que aseguraba que había mediado el socialista Prieto, era «para la revolución en Portugal». El mismo día 16, este periódico se hacía eco del hallazgo de un depósito de armas en Sama. Al parecer, el empresario bilbaíno Echevarrieta encargó al Consorcio Nacional de Industrias Militares, siendo ministro de la Guerra Manuel Azaña, una partida de armamento destinado a ser vendido en Etiopía. Llegado el momento de abonar el importe, no lo pagó, y las armas quedaron almacenadas en el castillo de San Sebastián en Cádiz. La realidad era que el armamento iba destinado a propiciar un golpe de Estado contra Salazar en Portugal, pero nunca se hizo efectivo el pago. En 1934 Horacio Echevarrieta pagó la deuda y el material bélico (18.000 kilos de armas, municiones y ametralladoras) fue transportado por el buque Turquesa hasta Oviedo para ser utilizado por los socialistas en la Revolución de Asturias. La colaboración entre españoles y portugueses se cifró en la elaboración del denominado plan Lusitania para derrocar la dictadura salazarista en Portugal, pero la falta de puntos de apoyo en el interior de Portugal dieron al traste con los planes iniciales. Las investigaciones por el caso Turquesa se saldaron con la detención del portugués Mouras Pinto, un exministro de Justicia al que se relacionó con el alijo. También fue detenido el 18 de septiembre el ingeniero Alfonso Castro. Se le acusaba de «hacer entrega de 100.00 pesetas con las que se retiró la primera extra del Consorcio de Armas Industriales, que sirvió para poner en marcha la expedición de armas». El día 21 informaba la prensa de que el empresario Horacio Echevarrieta había vuelto a declarar, lo mismo que el exdiputado cordobés Gabriel Morón, que se encontraba detenido e incomunicado en la Cárcel Modelo de Madrid.

### Alijos de armas
El 18 de septiembre la policía localizó en las proximidades de la Ciudad Universitaria de Madrid una camioneta cargada de armas y explosivos. El conductor del vehículo era Isidro Suárez, encargado de un garaje de la calle Garcilaso, que confesó que había alquilado la camioneta para el transporte de las armas.
El 19 de septiembre la policía practicó un registro en el domicilio de Fulgencio Ayala, chófer adscrito al PSOE, en calle Jaime Vera de Madrid. Según la policía, aparecieron 24 granadas de fusil, 2 granadas de mortero, una ametralladora, una caja de caretas antigás, 2 fusiles maüsser, dos cajas de cargadores, una caja de balas y numerosos paquetes con dinamita. Ayala fue conducido a la Dirección General de Seguridad. También fue detenido el súbdito portugués Félix da Silva, al que se le intervinieron una decena de fusiles y un diario donde aparecía apuntado detalladamente el armamento entregado a las fuerzas sindicales y políticas socialistas. Otros diarios informan de la detención del también súbdito portugués Alejandrino dos Santos.
Igualmente tuvo un amplio eco en la prensa a mediados de septiembre de 1934 el hallazgo de armas en la Casa del Pueblo de Madrid. Entre las armas incautadas había «seis fusiles de la Fábrica de Armas de Oviedo». Todavía en agosto de 1935 aparecieron en una cueva de Sama (Asturias) 170 fusiles, mosquetones, 600 peines de ametralladoras, 2.000 cartuchos de dinamita y dos cajas completas de este explosivo.

### Registros
Tras el alijo del Turquesa, se dispararon las alarmas y la Guardia Civil inició importantes batidas por diferentes puntos de la península. En León, resultó muerto un hombre y otros dos fueron heridos por los disparos de las fuerzas de seguridad contra los ocupantes de un vehículo, creyendo que portaban armas de contrabando. En la prensa se puede leer el 20 de septiembre: 

«La Guardia Civil descubre una partida de armas en la Ciudad Universitaria de Madrid para el movimiento revolucionario».

 La alarma social por las armas descubiertas era tal que el asunto ocupó un lugar destacado en las deliberaciones del Consejo de Ministros del lunes 17 de septiembre de 1934.

## Estado de alarma
El sábado 22 de septiembre de 1934 el Consejo de Ministros autorizó al jefe del Gobierno a declarar el Estado de alarma en el momento oportuno por los movimientos políticos detectados y los alijos de armas hallados en distintos puntos del país en preparación de un movimiento insurreccional. En efecto, el lunes 24 de septiembre la Gaceta publicaba la declaración del Estado de Alarma en todo el territorio nacional, incluidas las plazas de soberanía.

## La CEDA, en el Gobierno
El 30 de septiembre se conoce que «el vapor ha sido apresado en Burdeos». Es un asunto menor en vísperas de lo que se avecina. Los expertos coinciden en que la crisis de gobierno con la que empieza octubre de 1934 es el detonante que propició la convocatoria de la huelga general, que en Asturias derivó en una revolución. El 2 de octubre el presidente de la República encargó formar gobierno a Lerroux. El jefe del Partido Republicano Radical incluyó en su nuevo gabinete a tres ministros de la CEDA, la coalición de partidos de la derecha que lideraba Gil Robles. Partidos y sindicatos de izquierda replicaron con la convocatoria de una huelga general. La orden de inicio de la huelga llegó a Asturias a través del líder socialista asturiano Teodomiro Menéndez. Procedente de Madrid, llegó a la estación de ferrocarril de Oviedo pasadas las 10 de la noche del día 4.
La ocasión para la insurrección se planteó a la vuelta de las vacaciones parlamentarias que finalizaban el 1 de octubre de 1934 cuando la CEDA hizo saber que retiraba su apoyo al gobierno de centro-derecha de Ricardo Samper y que exigía formar parte del gobierno. José María Gil Robles dijo que desde la constitución de la Cámara «nunca la mayoría de la misma se ha reflejado en la composición numérica del Gobierno y si la situación se prolonga más de lo conveniente, se falseará la esencia del régimen parlamentario y la misma base fundamental del Estado». Alcalá Zamora encargó la resolución de la crisis al líder del Partido Republicano Radical Alejandro Lerroux que accedió a la demanda cedista y formó el nuevo gobierno el 4 de octubre con la inclusión de tres ministros de la CEDA («Justicia, Agricultura y Trabajo fueron los ministerios otorgados por Lerroux a las derechas, ministerios desde los cuales resultaba evidente que no se podía atentar, aun habiéndolo querido, contra la seguridad del régimen»). Ese mismo día la Comisión Mixta socialista convocó la huelga general revolucionaria que se iniciaría a las 0 horas del día 5 de octubre. La CNT, que recientemente había protagonizado la insurrección anarquista de diciembre de 1933, se abstuvo de apoyar la convocatoria, salvo en Asturias..
Los partidos republicanos de izquierda manifestaron su rechazo a la entrada en el gobierno de ministros de la «accidentalista» CEDA («el hecho monstruoso de entregar el Gobierno de la República a sus enemigos es una traición», declaró Izquierda Republicana) y proclamaron que rompían «toda solidaridad con las instituciones actuales del régimen» (Izquierda Republicana aún fue más lejos pues afirmó «su decisión de acudir a todos los medios en defensa de la República»), pero no se sumaron a la insurrección socialista. También mostró su rechazo a la «política de entregar la República a sus enemigos» el Partido Republicano Conservador de Miguel Maura.

## Tras la revolución
El 13 de diciembre la prensa se hacía eco y daba datos concretos del estado de los alijos de armas. Así, informaba que el buque que portaba el armamento se llamaba 'Turquesa', del que decía que había hecho escala en Cádiz y que, después de descargar las armas, continuó viaje hacia Burdeos. Los datos que manejaba la policía indicaban que el mercante llevaba 500 fusiles mausser y 50 ametralladoras, con la consiguiente munición.[cita requerida]
En diciembre fue detenido en Ablaña (Asturias) el diputado Ramón González Peña, que formó parte del grupo encargado del asalto al Banco de España en Oviedo, en el que colaboró el diputado Crescenciano Bilbao, escondido en Huelva y detenido simultáneamente. Juzgado el primero en el mes de marzo, fue condenado a pena de muerte, que posteriormente sería conmutada.

## Sumario del caso
El 22 de mayo de 1935 informa la prensa del estado del sumario. El ministerio fiscal había redactado sus conclusiones provisionales en la causa por el alijo de armas en San Esteban de Pravia. En la nota de prensa se afirma: "Se califican los hechos de auxilio a la rebelión, pidiendo cuatro años de prisión para cada uno de los encartados que ascienden a un centenar, entre ellos el señor Echevarrieta". "El letrado señor Rufilanchas, que defiende a muchos de ellos, pedirá la prisión atenuada para sus patrocinados. Antes de celebrarse el juicio oral se tramitará una cuestión de competencia".

## Comisión de los 21
A la par, en mayo de 1935, el Congreso de los Diputados puso en marcha la llamada Comisión de los 21 para dirimir las responsabilidades políticas por el alijo de armas. A la reunión del día 22 de mayo no acudieron los representantes socialistas. Fue elegido presidente de la comisión Álvarez Valdés, vicepresidente Lazcano, secretario Rey y vicesecretario Bujeda.